# Lloyd Wheaton Bowers
Lloyd Wheaton Bowers (* 9. März 1859 in Springfield, Massachusetts; † 9. September 1910 in Boston, Massachusetts) war ein US-amerikanischer Jurist und United States Solicitor General.

## Biografie
Nach dem Schulbesuch studierte er zwischen 1875 und 1879 an der Yale University und erwarb dort einen Bachelor of Arts (B.A.). Während dieser Zeit wurde er auch Mitglied der Studentenverbindung Skull & Bones. Ein anschließendes Postgraduiertenstudium der Rechtswissenschaften an der Law School der Columbia University beendete er 1882. Anschließend war er als Rechtsanwalt tätig und zunächst Angestellter und dann von 1882 bis 1884 Partner der Anwaltskanzlei Chamberlain, Carter & Hornblower. Später war er zwischen 1893 und 1909 Chefberater der Eisenbahngesellschaft Chicago and North Western Railway.
Im April 1909 wurde Lloyd Bowers von US-Präsident William Howard Taft zum Solicitor General berufen. Bowers war ein langjähriger politischer Weggefährte, Mitarbeiter und Vertrauter des neugewählten Präsidenten. Er bekleidete die drittwichtigste Position im Justizministerium der Vereinigten Staaten bis zu seinem Tode im September 1910.
Am 17. Oktober 1914 heiratete seine Tochter Martha Robert A. Taft, den Sohn von William Howard Taft.